# Jan Tesař
Jan Tesař (* 26. März 1990 in Brandýs nad Labem-Stará Boleslav) ist ein tschechischer Sprinter, der sich auf den 400-Meter-Lauf spezialisiert hat.

## Sportliche Laufbahn
Erste internationale Erfahrungen sammelte Jan Tesař im Jahr 2012, als er bei den Europameisterschaften in Helsinki im 400-Meter-Lauf bis in das Halbfinale gelangte und dort mit 47,27 s ausschied. Im Jahr darauf startete er mit der tschechischen 4-mal-400-Meter-Staffel bei den Weltmeisterschaften in Moskau, verpasste dort aber mit 3:06,54 min den Finaleinzug. 2014 schied er bei den Europameisterschaften in Zürich mit 46,65 s in der ersten Runde aus und belegte mit der Staffel in 3:04,56 min den sechsten Platz. Im Jahr darauf schied er bei den Halleneuropameisterschaften in Prag mit 47,11 s im Halbfinale im Einzelbewerb über 400 Meter aus und gewann mit der Staffel in 3:04,09 min die Bronzemedaille hinter den Teams aus Belgien und Polen. Im Juli nahm er erstmals an der Sommer-Universiade im südkoreanischen Gwangju teil und gewann dort in 45,73 s die Bronzemedaille über 400 Meter hinter dem Dominikaner Luguelín Santos und Leaname Maotoanong aus Botswana. 2016 klassierte er sich bei den Europameisterschaften in Amsterdam in 3:03,86 min auf dem vierten Platz mit der Staffel. 2017 schied er bei den Halleneuropameisterschaften in Belgrad mit 47,64 s im Halbfinale über 400 Meter aus und gewann mit der Staffel in 3:08,60 min die Bronzemedaille hinter den Teams aus Polen und Belgien. Bei den World Relays auf den Bahamas belegte er in 3:08,17 min den vierten Platz im B-Finale und anschließend startete er erneut bei den Studentenweltspielen in Taipeh und schied diesmal mit 46,77 s im Halbfinale über 400 Meter aus, gewann aber mit der Staffel in 3:08,14 min die Bronzemedaille hinter den Teams aus der Dominikanischen Republik und den Vereinigten Staaten. Im Jahr darauf wurde er bei den Europameisterschaften in Berlin in 3:03,00 min Siebter mit der Staffel. 
2019 schied er bei den Halleneuropameisterschaften in Glasgow mit 86,29 s in der ersten Runde aus und anschließend wurde er bei den World Relays in Yokohama in 3:03,79 min Dritter im B-Finale. Bei den Europaspielen in Minsk gewann er die Silbermedaille in der Mixed-Staffel hinter dem Team aus der Ukraine. Im Herbst verpasste er dann bei den Weltmeisterschaften in Doha mit der Männerstaffel mit 3:02,97 min den Finaleinzug und auch mit der Mixed-Staffel schied er mit 3:18,01 min im Vorlauf aus. 
2013 wurde Tesař tschechischer Meister im 400-Meter-Lauf im Freien sowie 2014 und 2019 in der Halle.

## Persönliche Bestzeiten
- 400 Meter: 45,73 s, 10. Juli 2015 in Gwangju
  - 400 Meter (Halle): 46,21 s, 22. Februar 2015 in Prag
- 400 m Hürden: 49,89 s, 28. August 2019 in Brünn